# John Robie
John Robie ( ? ) é um músico e produtor musical estadunidense, creditado em diversos álbuns e filmes (como, por exemplo, Curtindo a Vida Adoidado).
Por um bom tempo foi parceiro de Arthur Baker, com quem produziu alguns sucessos de "dance-rap", como Planet Rock ou "One More Shot". Produziu vários artistas, dentre os quais vencedores de disco de platina, tais como Public Enemy, Ice Cube, Chaka Khan, Slick Rick ou Run-D.M.C..
Em entrevista no ano de 1991 para a Spin, declarou que artistas como Paula Abdul é uma farsa, assim como INXS, citando como exemplo neste último caso a canção "Suicide Blonde" onde, perguntou, pode a cor do cabelo levar alguém a se matar? Já com relação a Sting, disse ser um dos maiores cantores vivos. O rap é, segundo ele, a grande forma de expressão.